# Sheryl Gay Stolberg
Sheryl Gay Stolberg (nacida el 18 de noviembre de 1961) es una periodista estadounidense radicada en Washington D. C., que cubre políticas de salud para The New York Times. Ella es una excorresponsal del Congreso y corresponsal de la Casa Blanca que cubrió las presidencias de George W. Bush y Barack Obama, y compartió dos premios Pulitzer mientras trabajaba en Los Angeles Times. Ha aparecido como analista política en ABC, PBS, Fox, MSNBC y WNYC. Es colaboradora habitual del programa de noticias 1A, que se distribuye en la Radio Pública Nacional.

## Primeros años y educación
Mientras asistía a la Universidad de Virginia, Stolberg adquirió su primera experiencia en periodismo en The Cavalier Daily, el periódico estudiantil de la escuela, del que finalmente se desempeñó como editora ejecutiva.

## Carrera
Stolberg comenzó su carrera en The Providence Journal en Providence, Rhode Island, cubriendo noticias locales y policía. Se unió a Los Angeles Times en 1987, cubriendo noticias locales, y pronto fue ascendida a la sección Metro del periódico, donde compartió dos premios Pulitzer ganados por el personal de ese periódico por reportajes de noticias puntuales: uno en 1993 por «equilibrado, cobertura integral y penetrante bajo la presión de la fecha límite del segundo y más destructivo día de los disturbios de Los Ángeles», y uno en 1995 para la cobertura «del caos y la devastación después del terremoto de Northridge» de enero de 1994. En 1995, se trasladó a la oficina del periódico en Washington, como reportera itinerante de política interna.
Stolberg se unió a The New York Times en 1997 como corresponsal en Washington, cubriendo ciencia y política sanitaria. Pasó cinco años escribiendo extensamente sobre temas de bioética, incluida la clonación, la muerte de un paciente de terapia génica, la investigación con células madre embrionarias y un corazón artificial experimental. Pasó a escribir sobre política estadounidense en 2002, cubriendo el Congreso, incluidas las confirmaciones de los jueces John Roberts y Samuel Alito en la Corte Suprema. Cubrió la Casa Blanca de 2006 a 2011, relatando el fin de la presidencia de George W. Bush y la transición a la presidencia de Barack Obama. En 2011, Stolberg se unió al equipo que cubrió las elecciones presidenciales de 2012 y fue el autor principal de la serie «Long Run» del Times de perfiles biográficos de candidatos presidenciales republicanos, incluidos Newt Gingrich, Rick Santorum, Michele Bachmann y Mitt Romney. Desde mediados de 2015 hasta mediados de 2017 fue jefa de la oficina del Atlántico Medio del periódico, cubriendo política, noticias y artículos de interés nacional, incluidos los disturbios en Baltimore tras la muerte de Freddie Gray y los juicios de los seis policías. agentes acusados de su muerte. Escribió extensamente sobre los estados pendulares clave de Ohio y Pensilvania durante las elecciones presidenciales de 2016. En 2017, Stolberg regresó al Capitolio para hacer una crónica del Congreso durante la presidencia de Donald Trump, pero fue reasignada para escribir sobre la intersección de la salud, las políticas y la política durante la pandemia de COVID-19.

## Premios
- Premio Gerald Loeb 2009 para grandes periódicos por «The Reckoning»,[8] un artículo que examina el papel del presidente George W. Bush en la crisis hipotecaria de 2008.
- Premio Pulitzer por reportajes puntuales (compartido con el personal de Los Angeles Times) por la cobertura del terremoto de Northridge de 1994.
- Premio Pulitzer por reportajes puntuales (compartido con el personal de Los Angeles Times) por la cobertura de los disturbios de 1992 en Los Ángeles.

## Vida personal
Stolberg está casada con el fotógrafo y camarógrafo Scott Robinson, autor del libro de mesa Faces of NASCAR. Viven fuera de Washington D. C. y tienen dos hijas.